# Stenalcidia tristaria
Stenalcidia tristaria là một loài bướm đêm trong họ Geometridae.